# Ben Bentil
Benjamin Bentil, detto Ben (Sekondi-Takoradi, 29 marzo 1995), è un cestista ghanese.

## Carriera
Dopo aver giocato per due anni nella squadra dell'Università di Providence (Providence Friars), nel marzo 2016 si rese eleggibile per il Draft NBA 2016. Il Draft si svolse il 24 giugno al Barclays Center di Brooklyn, e Bentil venne selezionato come 51ª scelta dai Boston Celtics, diventando così il primo cestista ghanese in assoluto a essere scelto al Draft NBA.
Il 28 luglio 2016 firmò con i Boston Celtics. Tuttavia venne tagliato dai Celtics durante la pre-season (in cui lui disputò 3 partite) il 22 ottobre. Tre giorni dopo firmò con gli Indiana Pacers, che tuttavia lo tagliarono subito.
Il 1º novembre 2016 firmò con i Fort Wayne Mad Ants, franchigia della D-League. Tuttavia giocò solo 1 partita (in cui segnò 27 punti) con i Mad Ants prima di trasferirsi in Cina.
Il 26 novembre 2016 si accordò con i Xinjiang Flying Tigers, andando così a giocare nel campionato cinese per rimpiazzare l'infortunato Andray Blatche (ex-giocatore NBA). Rimase in Cina per un mese, nel quale giocò 11 partite mettendo a segno 151 punti e tenendo così una media di 13,7 punti a partita.
Il 17 gennaio 2017 ritornò a giocare nei Fort Wayne Mad Ants. Giocò 12 partite nelle quali mise a segno 161 punti, mantenendo una media di 13,4 punti a partita.
Il 27 febbraio 2017 firmò con i Dallas Mavericks un contratto di 10 giorni. Il 2 marzo 2017 debuttò in NBA con i Dallas Mavericks nella partita persa in trasferta per punteggio di 100-95 contro gli Atlanta Hawks. Bentil disputò 4 minuti, nei quali come statistiche mise a referto soltanto 1 fallo. Divenne così il primo cestista ghanese in assoluto a giocare in NBA. Giocò altre 2 partite in ordine cronologico contro gli Oklahoma City Thunder (vinta dai Mavericks per 104-89) e Los Angeles Lakers (vinta dai Mavs per 122-111) prima della scadenza del suo contratto decadale che non venne rinnovato, senza mettere a referto alcun punto.
Terminata l'esperienza ai Mavericks Bentil tornò a giocare in D-League sempre nelle file dei Fort Wayne Mad Ants.
Il 30 agosto 2017 andò a giocare in Europa firmando con lo Châlons-Reims.
Il 1º dicembre 2021 viene annunciato il suo passaggio all'Olimpia Milano.
Il 27 ottobre 2024, a tre anni dalla sua prima esperienza in Italia, firma un accordo annuale con il Napoli Basket, rescindendo il contratto nel gennaio seguente.

## Statistiche

### NBA

#### Regular season
| Anno    | Squadra          | PG | PT | MP  | TC% | 3P% | TL% | RP  | AP  | PRP | SP  | PP  |
| ------- | ---------------- | -- | -- | --- | --- | --- | --- | --- | --- | --- | --- | --- |
| 2016-17 | Dallas Mavericks | 3  | 0  | 3,3 | 0,0 | 0,1 | 0,0 | 0,7 | 0,0 | 0,0 | 0,0 | 0,0 |

## Palmarès
- Campionato greco: 2

Panathīnaïkos: 2019-20, 2020-21
- Campionato italiano: 1

Olimpia Milano: 2021-22
- Campionato serbo: 1

Stella Rossa: 2022-23
- Coppa di Grecia: 1

Panathīnaïkos: 2020-21
- Coppa Italia: 1

Olimpia Milano: 2022
- Coppa di Serbia: 1

Stella Rossa: 2023